# ساگوا د تانامو
ساگوا د تانامو (به اسپانیایی: Sagua de Tánamo) یک منطقهٔ مسکونی در کوبا است که در استان اولگین واقع شده‌است. ساگوا د تانامو ۷۰۴ کیلومتر مربع مساحت و ۵۲٬۰۱۳ نفر جمعیت دارد و ۱۰ متر بالاتر از سطح دریا واقع شده‌است.